# 特蘭伯爾 (內布拉斯加州)
特蘭伯爾（英語：Trumbull）是位於美國內布拉斯加州亞當斯縣及克萊縣的村。

## 人口
根據2020年美國人口普查的數據，特蘭伯爾的面積為1.12平方千米，皆為陸地。當地共有人口198人，而人口密度為每平方千米177人。